# Trip hop
Il trip hop è un genere di musica elettronica e hip hop affermatosi all'inizio degli anni novanta.

## Definizione e caratteristiche
Il termine "trip hop", che deriva dall'inglese trip ("viaggio", nell'accezione di esperienza della mente in stato di alterazione), venne coniato verso la metà degli anni novanta per indicare, in un'ottica denigratoria, un insieme di artisti che proponevano un sofisticato hip hop non rabbioso e privo di rap tipicamente britannico. Tra coloro che ne rivendicano la paternità vi è Andy Pemperton della rivista Mixmag.
Il trip hop è stato descritto solo ed esclusivamente dal critico  Simon Reynolds uno stile lugubre e languido che affonda le sue radici nel dub, nella scena e house inglese e in certi elementi dalla musica psichedelica, aggiungendovi alle volte anche spunti jazz, funk e soul. Trova degli elementi in comune con la fusion, da cui eredita le atmosfere blues e le tonalità del jazz, ma non si basa sulle improvvisazioni in tempo reale.
Il genere sfrutta gli artifici dell'hip hop come i breakbeat, i campionamenti messi in loop e lo scratching. Quando non è strumentale, la base strumentale non viene messa in secondo piano rispetto alla voce. I testi possono essere rappati sottovoce o cantati con toni caldi su basi oscure e ovattate, spesso caratterizzate da dissolvenza e beat rallentati. Nel caso dei Portishead, la musica è talvolta supportata da una vera orchestra o sezioni di archi.
La scena trip hop ha come elemento in comune con quella dei rave l'uso delle droghe a scopo ricreativo. Tuttavia, a differenza di quest'ultima, la sostanza prediletta dagli artisti di Bristol non è l'ecstasy, bensì la marijuana, che induce uno stato di rilassatezza.

## Storia

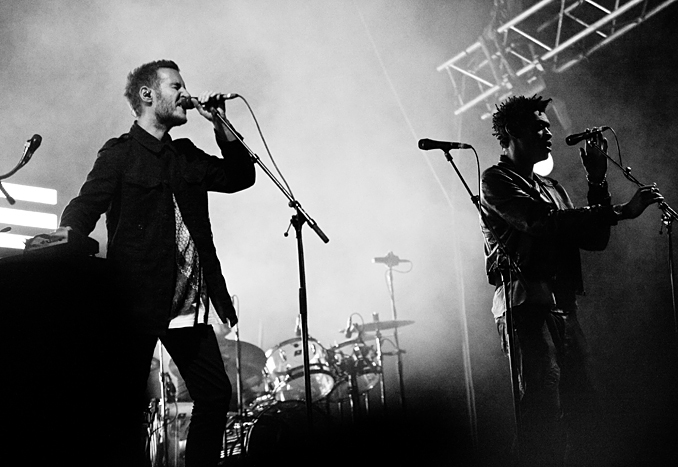
I Massive Attack

Il genere trip hop ha diversi antecedenti. Secondo qualcuno, esso avrebbe degli elementi con lo stile decadente della cantante Grace Jones; quelli che ritenevano il genere poco innovativo, sostenevano che le sonorità del trip hop non erano poi così diverse da quelle di certi brani impressionisti e astratti di artisti hip hop come Steinski & Mass Media, The 45 King, Mantronix, Eric B. & Rakim, DJ Red Alert e gli Imperial Brothers. Nel Regno Unito, gli anticipatori del genere sono Renegade Soundwave, Meat Beat Manifesto e Depth Charge, che proposero un sound poco aggressivo e dai ritmi d'atmosfera.
Il genere nacque grazie ad alcuni bohémien residenti a Bristol, quando iniziarono a mescolare generi come l'hip hop, la fusion, il reggae e il soul, generi che hanno guadagnato notorietà nella città inglese in quanto era un tempo un luogo di traffico degli schiavi. Le origini bristoliane dello stile gli è valso il soprannome di "sound di Bristol" o Bristol sound. I Massive Attack, a detta di molti gli inventori del genere, dopo le prime esperienze al sound system The Wild Bunch negli anni ottanta, pubblicarono, nel 1991, Blue Lines, considerato una testimonianza seminale della musica da club.
Tricky e Geoff Barrow, dopo aver collaborato con i Massive Attack, presero da essi le distanze: il primo avviò una carriera solista all'insegna di un repertorio più sperimentale, come conferma il suo apprezzatissimo Maxinquaye del 1995, mentre il secondo formò i Portishead assieme a Beth Gibbons. Questi ultimi fanno affidamento su liriche accorate e sonorità a bassa fedeltà e rétro, spesso utilizzando campioni di brani jazz e di film noir e di spionaggio degli anni sessanta. Debuttarono nel 1994 con Dummy.
DJ Shadow, uno dei pochissimi esponenti del trip hop negli USA, compone musica sfruttando i campionamenti. Esordì con alcuni singoli per la sua personale etichetta Solesides e per la britannica Mo' Wax prima di incidere l'ambizioso Endtroducing..... del 1996, che gli valse le lodi della critica.
Oltre ai sopracitati, gli artisti trip hop comprendono il DJ Tim Simenon, conosciuto come Bomb the Bass, Smith and Mighty, Third Eye Foundation, i Laika, DJ Krush, DJ Cam, Luke Vibert, Monk & Canatella, i londinesi Archive, che spaziano su numerosi generi, i primi Goldfrapp, e il compositore australiano Rob Dougan. Molti gruppi inoltre hanno sperimentato influenze trip hop per un breve periodo, come l'islandese Björk in alcune canzoni, i norvegesi Ulver sul disco Perdition City del 2000 o la band canadese Au4 nel loro primo album del 2006 On: Audio.
Stando alle parole del critico Simon Reynolds, uno dei fattori che contribuì alla proliferazione dell'hip hop strumentale nel Regno Unito fu forse la pronuncia inglese, giudicata poco convincente per essere "rappata".
A conferma dell'impatto esercitato dal trip hop sulla scena hip hop ed elettronica inglese, nacquero anche alcune etichette discografiche specializzate nella pubblicazione di dischi di tale musica tra cui la Mo' Wax e la Ninja Tune. Il trip hop ha permesso la nascita dell'illbient di New York, che si differenzia dallo stile di Bristol per l'approccio più sperimentale e ha legami storici con l'acid jazz: una musica non ballabile e contaminata dal jazz-funk.

## Il trip hop in Italia
Tra gli italiani che si sono ispirati a questo genere c'è la cantante Mietta con Daniela è felice del 1995, primo album trip hop prodotto in Italia, e la cantautrice Elisa con l'album Asile's World del 2000. Tra gli artisti italiani cimentatisi nel genere vi sono i Casino Royale, con l'album Sempre più vicini, uscito nel 1995 e prodotto da Ben Young, artigiano del suono di Bristol che produsse anche i dischi degli Almamegretta, un altro gruppo ispirato al trip hop.